# P-83 Wanad
P-83 Wanad là súng ngắn bán tự động 9 mm với hộp đạn sử dụng loại 9x18mm Makarov được thiết kế bởi Ryszard Chełmicki và Marian Gryszkiewicz của viện nghiên cứu bang Ośrodek Badawczo-Rozwojowy tại Random. Khẩu P-83 đã qua mặt khẩu P-64 và được trang bị cho quân đội và cảnh sát tại Ba Lan.
Nó từng được nhắc đến là được sử dụng bởi nhân vật Lisbeth Salander trong cuốn tiểu thuyết Flickan som lekte med elden của Stieg Larsson.